# Wiceadmirał Kułakow
Wiceadmirał Kułakow (ros. Вице-адмирал Кулаков) – radziecki, następnie rosyjski niszczyciel rakietowy, drugi okręt projektu 1155 (typu Udałoj, ozn. NATO Udaloy), klasyfikowany oficjalnie jako duży okręt przeciwpodwodny. W czynnej służbie od 1981 roku, wchodzi w skład Floty Północnej.

## Budowa i opis techniczny
„Wiceadmirał Kułakow” był drugim zbudowanym okrętem projektu 1155 (Friegat), znanego też od pierwszego okrętu, oraz na zachodzie, jako typ Udałoj. Okręt został wciągnięty na listę floty 13 lipca 1977 roku, otrzymując nazwę na cześć wiceadmirała Nikołaja Kułakowa (1908–1976). Stępkę położono 4 listopada 1977 roku w stoczni im. A.A. Żdanowa w Leningradzie (numer budowy 731), okręt został zwodowany 16 maja 1980 roku, zaś do służby wszedł 29 grudnia 1981 roku.
Okręty projektu 1155 były klasyfikowane jako duże okręty przeciwpodwodne (ros. bolszoj protiwołodocznyj korabl, BPK), niemniej na zachodzie powszechnie uznawane są za niszczyciele. Ich zasadniczym przeznaczeniem było zwalczanie okrętów podwodnych, w tym celu ich główne uzbrojenie stanowiło osiem wyrzutni rakietotorped Rastrub-B z ośmioma pociskami i osiem wyrzutni torped kalibru 533 mm przeciw okrętom podwodnym. Ich możliwości w zakresie zwalczania okrętów podwodnych rozszerzały dwa śmigłowce pokładowe Ka-27PŁ.  Uzbrojenie przeciwpodwodne uzupełniały dwa dwunastoprowadnicowe miotacze rakietowych bomb głębinowych RBU-6000. Uzbrojenie artyleryjskie stanowiły dwa pojedyncze działa uniwersalne kalibru 100 mm AK-100 na dziobie oraz dwa zestawy artyleryjskie obrony bezpośredniej w postaci dwóch par sześciolufowych naprowadzanych radarowo działek 30 mm AK-630M (łącznie cztery działka). Uzbrojenie rakietowe według projektu składało się z dwóch kompleksów pocisków rakietowych bliskiego zasięgu Kindżał, każdy w składzie czterech bębnowych wyrzutni pionowych, po jednym na dziobie i na rufie. Z powodu opóźnień dostaw, pierwsze okręty projektu 1155 nie otrzymały jednak całego przewidzianego projektem wyposażenia i „Wiceadmirał Kułakow” nie otrzymał w ogóle wyrzutni rakiet Kindżał i ich stacji naprowadzania. Taki stan utrzymał się przynajmniej do 2005 roku, natomiast zdjęcia z 2012 roku wskazują na zainstalowanie rufowej stacji naprowadzania pocisków.
Okręty wyposażone były w odpowiednie środki obserwacji technicznej, w tym kompleks hydrolokacyjny Polinom z antenami w gruszce dziobowej, podkilową i holowaną. „Wiceadmirał Kułakow”, podobnie jak pierwszy okręt, otrzymał starsze stacje radiolokacyjne Topaz na maszcie dziobowym oraz Topaz-W na maszcie rufowym, zamiast przewidzianych projektem stacji Podkat i Friegat-MA, oraz nie otrzymał wyrzutni celów pozornych PK-10, a jedynie dwie PK-2. Z fotografii z 2012 roku wynika, że po modernizacji otrzymał radary nowszego typu.
Napęd stanowią dwa zespoły turbin gazowych M9 w systemie COGAG, napędzające po jednej śrubie. Każdy składa się z turbiny marszowej D090 o mocy 9000 KM) i turbiny mocy szczytowej DT59 o mocy 22 500; łączna moc napędu wynosi 63 000 KM. Prędkość maksymalna wynosi 29 węzłów, a ekonomiczna 18 węzłów.

## Służba

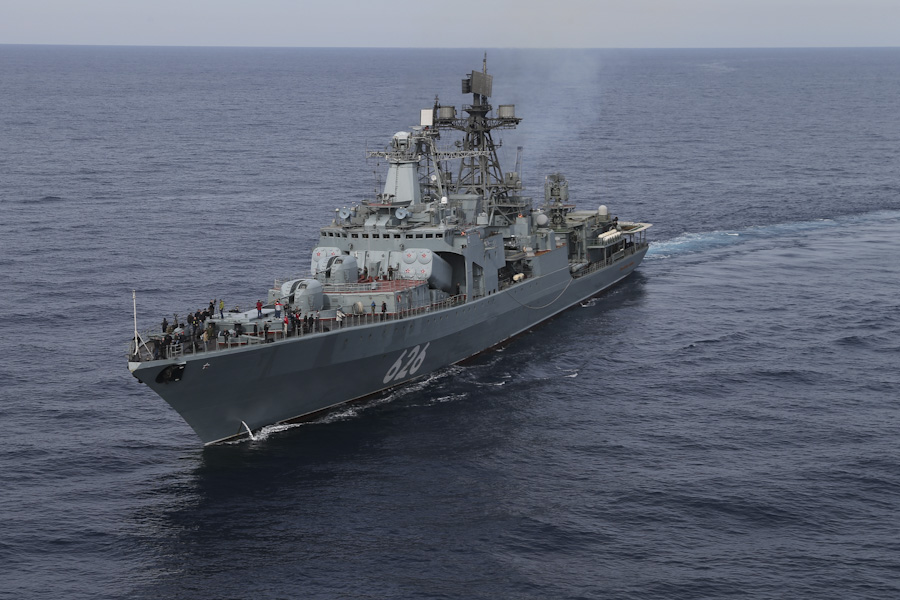
„Wiceadmirał Kułakow” u brzegów Syrii, styczeń 2016

„Wiceadmirał Kułakow” od 9 lutego 1982 roku wchodził w skład Floty Północnej Marynarki Wojennej ZSRR. 
Od 19 marca 1991 okręt został skierowany na średni remont do Kronsztadu, lecz na skutek kłopotów finansowych, roboty praktycznie nie były prowadzone i rozważano skasowanie okrętu. Po rozpadzie ZSRR został przejęty przez Rosję. 9 czerwca 2000 roku jednak przeholowano okręt do Petersburga, gdzie podjęto ponownie prace remontowe w Stoczni Północnej (Siewiernaja Wierf), z planowanym zakończeniem w 2004 roku. Remont połączony z modernizacją został ostatecznie ukończony dopiero po 19 latach, w kwietniu 2010 roku i okręt 7 grudnia powrócił do bazy Floty Północnej w Siewieromorsku.
Od 7 maja 2014 roku okręt służył przez pewien czas na wschodnim Morzu Śródziemnym, w związku z wojną domową w Syrii.
W 2016 roku znajdował się wciąż w służbie, z numerem burtowym 400.
W drugiej połowie październiku 2016 roku „Wiceadmirał Kułakow”, z numerem burtowym 626, dołączył do eskorty lotniskowca „Admirał Kuzniecow” wybierającego się na Morze Śródziemne, aby wspierać tam działania rosyjskich sił zbrojnych w toczącej się wojnie domowej w Syrii. Zespół wpłynął 26 października na Morze Śródziemne, po czym dotarł do wybrzeży Syrii, gdzie samoloty lotniskowca prowadziły od 16 listopada naloty. W styczniu 2017 roku zespół wrócił do bazy.